# Гайдук Микола Миколайович
Мико́ла Микола́йович Гайду́к (нар. 9 грудня 1974, м. Нікополь, Дніпропетровська область, Українська РСР — 13 червня 2017, смт Луганське, Бахмутський район, Донецька область, Україна) — старший солдат Збройних сил України, учасник російсько-української війни.

## Біографія
Народився 1974 року в Нікополі. Навчався у Нікопольській середній школі № 4. Закінчив Нікопольський металургійний технікум за спеціальністю «Інструментальне виробництво». 2007 року закінчив Державний інститут підготовки та перепідготовки кадрів промисловості, Технологічний факультет. Майстер спорту з кікбоксингу.
Під час російської збройної агресії проти України у 2014 році пішов на фронт добровольцем, брав участь в антитерористичній операції в районі Горлівки, Нью-Йорка.
Після демобілізації займався волонтерством та громадською діяльністю, очолив «Асоціацію учасників бойових дій Нікопольщини». Взимку 2017 року брав участь у громадській акції «Блокада торгівлі з окупантами» (транспортна блокада окупованих територій Донецької та Луганської областей). Згодом підписав контракт і у травні 2017 року знову вирушив на передову. Виконував завдання на «Світлодарській дузі».
Старший солдат, командир відділення — командир бойової машини 43-го окремого мотопіхотного батальйону «Патріот» 53-ї окремої механізованої бригади, в/ч А2026, м. Сєвєродонецьк.
Загинув 13 червня 2017 року близько 23:15 внаслідок артилерійського обстрілу взводного опорного пункту поблизу смт Луганське Бахмутського району, заводячи своїх побратимів в укриття і врятувавши життя 19-річному бійцю.
Після прощання у Дніпрі похований 16 червня 2017 року на Алеї Слави міського кладовища Нікополя.
Залишились мати, брат, дружина Оксана та двоє синів — Марк і Микола.

## Нагороди
- Указом Президента України № 318/2017 від 11 жовтня 2017 року, за особисту мужність і самовіддані дії, виявлені у захисті державного суверенітету та територіальної цілісності України, зразкове виконання військового обов'язку, нагороджений орденом «За мужність» III ступеня (посмертно)[8].
- відзнака Президента України «За участь в антитерористичній операції» (посмертно)[9]

## Вшанування пам'яті
- У місті Нікополь вулицю Казанцева перейменували на вулицю Миколи Гайдука.[10]